# Passerina
Passerina is een geslacht van vogels uit de familie van de kardinaalachtigen (Cardinalidae). De wetenschappelijke naam van het geslacht is voor het eerst geldig gepubliceerd in 1816 door Vieillot.

## Soorten
De volgende soorten zijn bij het geslacht ingedeeld:
- Passerina amoena – Lazuligors
- Passerina caerulea – Blauwe bisschop
- Passerina ciris – Purpergors
- Passerina cyanea – Indigogors
- Passerina leclancherii – Regenbooggors
- Passerina rositae – Rozebuikgors
- Passerina versicolor – Veelkleurengors